# Winifred Wagner
Winifred Wagner (23 de junho de 1897 – 5 de março de 1980) foi casada com Siegfried Wagner, filho do compositor Richard Wagner. Foi a cabeça da família Wagner entre 1930 e 1945 e amiga íntima de Adolf Hitler.

## Biografia

### Começo da Vida e Casamento com Siegfried Wagner
Winifred Williams nasceu Winifred Marjoria William em Hastings, Inglaterra. Ela conheceu Siegfried Wagner no ano de 1914 no Festival de Bayreuth. Siegfried era homossexual, mas mostrou interesse em Winifred. Um ano após terem se conhecido se casaram. O casamento acabou com os encontros homossexuais de Siegfried e com os escândalos, e fizeram os negócios da família Wagner crescer.
Casaram-se no dia 22 de setembro de 1915 e tiveram quatro filhos em um curto período de tempo:
- Wieland (1917 - 1966)
- Friedelind (1918 - 1991)
- Wolfgang (1919 - 2010)
- Verena (1920 - 2019)

Depois da morte de Siegfried Wagner em 1930, Winifred continuou no comando do Festival de Bayreuth, até o fim da Segunda Guerra Mundial.

### Amizade com Adolf Hitler
Em 1923, Winifred conheceu Adolf Hitler, que admirava a música de Richard Wagner. Quando Hitler foi preso, Winifred manda comida e ajuda para que ele escrevesse sua autobiografia Mein Kampf. No fim da década de 1930 ela serviu como tradutora pessoal de Hitler nas negociações com a Inglaterra.
Embora Winifred fosse muito fiel a Hitler, ela negou que tivesse ligação com o Partido Nazista. Sua relação se tornou tão intíma que houve rumores de casamento de 1933. A casa dos Wagner se tornou o lugar favorito para Hitler, dando assistência do governo e se isenta de impostos.

### Festival de Bayreuth
Tal como Hitler, Winifred acreditava profundamente no rito de um culto secular do nacionalismo alemão, de auto-realização e de inspiração völkish. Após o colapso do Terceiro Reich, uma guerra judicial proibiu que ela continuasse à frente do Festival de Bayreuth, que ela passou para seus filho Wolfgang e Wieland.
Winifred morreu em Überlingen, uma das cidades medievais mais preservadas, no dia 5 de março de 1980, com 82 anos de idade, e foi enterrada em Bayreuth.